# Guibourtia sousae
Guibourtia sousae é uma espécie vegetal da família Fabaceae.
Apenas pode ser encontrada em Moçambique.